# Heinkel He 177
Die Heinkel He 177 „Greif“ war ein schwerer Bomber des Zweiten Weltkrieges aus deutscher Produktion. Ungewöhnlich an dieser Maschine der Ernst Heinkel Flugzeugwerke war die Triebwerksanordnung mit je zwei gekoppelten Motoren pro Seite, die über ein Getriebe eine gemeinsame Propellerwelle antrieben. Zum Einsatz kamen zwei Doppelmotoren vom Typ DB 606 bzw. DB 610. Mit ihren zwei Luftschrauben sah die He 177 daher wie ein zweimotoriges Flugzeug aus. Mit dem ungewöhnlichen Antrieb sollte die Maschine sturzkampftauglich gemacht werden.

## Entwicklung

Zeichnung der He 177 A-1

Im Jahre 1933 forderte das Reichsluftfahrtministerium (RLM) einen schweren Bomber mit großer Reichweite. Junkers baute daraufhin die Ju 89, Dornier die Do 19. Im April 1936 wurden die Anforderungen für einen Fernbomber vom Generalstabschef der Luftwaffe Walther Wever überarbeitet und im Juni des Jahres vergab das RLM entsprechende Entwicklungsaufträge an Blohm & Voss, Heinkel, Henschel, Junkers und Messerschmitt als sogenanntes Bomber-A-Programm. Danach sollte der neue Typ eine Dienstgipfelhöhe von 10.000 m erzielen und bei einer Marschgeschwindigkeit von 500 km/h 500 kg Abwurfmunition über eine Entfernung von 5.000 km befördern können. Mit 2.000 kg Nutzlast sollte noch eine Entfernung von 2.000 km erreicht werden. In Folge wurde bei Heinkel das Projekt P 1041 durch Siegfried Günter unter dem Technischen Direktor Heinrich Hertel erarbeitet. Eine Attrappe wurde gebaut und von Vertretern des RLM am 5. November 1937 besichtigt, abgenommen und ein Bauauftrag unter der RLM-Nummer 8-177 erteilt. Nach den ersten Erfahrungen mit der Ju 87 aus dem Spanischen Bürgerkrieg entschied das RLM unter Ernst Udet (Wever war 1936 bei einem Flugzeugabsturz ums Leben gekommen), dass fortan alle deutschen Bomber sturzkampftauglich sein sollten. Die völlige Unvereinbarkeit dieser beiden Konstruktionsziele führte letztendlich zum Scheitern der Konstruktion. Ursprünglich setzte der Entwurf von Heinkel sich zwar gegenüber den Konkurrenten durch und wies viele innovative Baumerkmale auf, darunter auf eine gemeinsame Propellerwelle wirkende aneinandergekoppelte Motoren sowie ferngesteuerte MG-Stände. Letztere wurden jedoch bald zugunsten bemannter Drehtürme aufgegeben, was zusammen mit anderen gewichtsträchtigen baulichen Änderungen (die aus der Absicht entstanden, dieses große Flugzeug für den Sturzflug auszulegen) beträchtliche Eingriffe in die ursprünglichen optimistischen Leistungserwartungen der He 177 verursachte.
Bei der Indienststellung der He 177 zeigten sich beträchtliche Unzulänglichkeiten. Als äußerst anfällige und von ihren Besatzungen nicht gern geflogene Maschine kam sie in den Truppeneinsatz, noch bevor gravierende Fehler behoben worden waren. Der erste Prototyp wurde von zwei 2700 PS starken DB-606-Motoren (aus je zwei gekoppelten DB-601-Motoren) angetrieben und absolvierte im November 1939 seinen Jungfernflug. Bald stellten sich jedoch Schwierigkeiten durch heißlaufende Motoren ein; die zweite und die vierte Maschine zerbrachen in der Luft; die Motoren der fünften fingen Feuer und brachten das Flugzeug zum Absturz. Ähnliche Störungen bei späteren Prototypen brachten der He 177 Spitznamen wie „Brennender Sarg“, „Reichsfackel“ oder „Reichsfeuerzeug“ ein.
Trotz ihrer unzuverlässigen Triebwerke und anderer Mängel ging die Arbeit an den Vorserienmustern He 177 A-0 und dem Serienmuster He 177 A-1 weiter. Empfehlungen zu Triebwerksänderungen wurden bis zur Fertigstellung und Übernahme von einigen hundert Flugzeugen ignoriert. Insgesamt wurden etwa 1140 He 177 aller Varianten gebaut.

## Produktion
| Version              | EHF | HWO | ArB | Summe | Bauzeit                       |
| -------------------- | --- | --- | --- | ----- | ----------------------------- |
| Prototypen           | 8   |     |     | 8     |                               |
| A-0                  | 15  | 15  | 5   | 35    |                               |
| A-1                  |     |     | 130 | 130   | Jan. 1942 bis Jan. 1943       |
| A-3 alter Bauzustand |     | 88  | 159 | 247   | Nov. 1942 bis Juli 1943       |
| A-3 neuer Bauzustand |     | 217 |     | 217   | August 1943 bis Juni 1944     |
| A-3 Kehl1III         |     |     | 118 | 118   | August 1943 bis Dezember 1943 |
| A-3 Kehl1IV          |     |     | 30  | 30    | November 1943 bis Januar 1944 |
| A-5                  |     | 70  |     | 70    | Juni 1944 bis Juli 1944       |
| A-5 Kehl1IV          |     | 1   | 279 | 280   | Dezember 1943 bis August 1944 |
| Summe                | 23  | 391 | 721 | 1135  |                               |

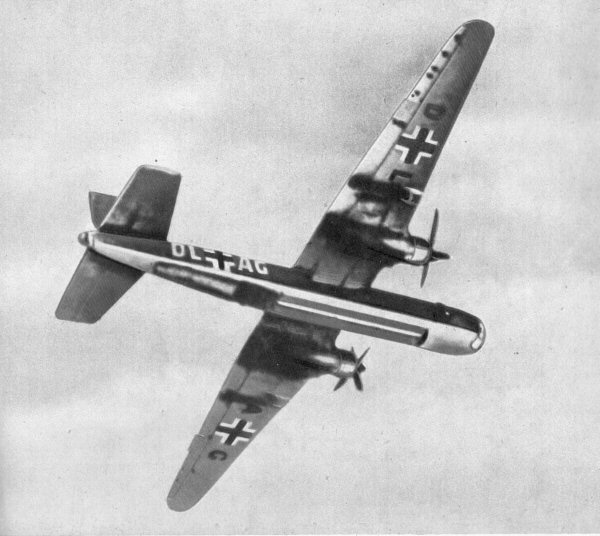
Flugbild einer Heinkel He 177

1„Kehl“ war die Tarnbezeichnung der eingebauten Funksteuergeräte für die gelenkten Bomben Henschel Hs 293 und „Fritz X“
Bis auf die acht Prototypen wurden alle Maschinen in den Heinkel-Werken Oranienburg (HWO) und bei Arado in Brandenburg an der Havel (ArB) gebaut. Die Schwierigkeiten mit den Doppelmotoren konnten letztlich nie ganz behoben werden. Diese Technik war bei praktisch allen derartigen Versuchen (siehe Bristol Brabazon oder Saunders-Roe Saro Princess) nicht in den Griff zu bekommen. Das führte dazu, dass die überwiegende Anzahl der bis Juli 1943 gebauten Flugzeuge nicht frontklar war und aufwändig umgebaut wurde. Das geschah auf den Fliegerhorsten Brandenburg-Briest und Ludwigslust. Ein Teil dieser Flugzeuge wurde zu Schulflugzeugen umgebaut, da erkannt wurde, dass die für die He 177 vorgesehenen Besatzungen eine spezielle Schulung benötigten. Erst ab August 1943 waren die abgelieferten Flugzeuge frontklar, jedoch kam ein Drittel der Maschinen nie zum Einsatz. Es fehlte an ausgebildeten Besatzungen und zunehmend an Treibstoff (der vorrangig für Jagdflugzeuge reserviert wurde), um die Flugzeuge den Kampfverbänden zuführen zu können. Die Serie lief im August 1944 aus. Um 1944 wurde eine Version mit einer konventionellen Anordnung der vier Motoren vorgeschlagen und auch einige Versuchsmuster gebaut. Zur Serienproduktion kam es jedoch nicht. Eine im Mai 1945 auf dem Flugplatz Prag-Kbely von den Alliierten vorgefundene, noch im Umbau befindliche, He 177 mit vergrößertem Bombenschacht erwies sich als Erprobungsträger des Bombenschachtes der Ju 287 (He 177 V38). Neben der Bomberversion wurden einige Maschinen als Fernaufklärer eingesetzt.

## Einsatz
Die ersten Einsätze der He 177 flog die I. Gruppe/Kampfgeschwader 50 im Januar 1943 für die Versorgung der 6. Armee in Stalingrad. Dabei gingen fünf Flugzeuge verloren. Ab November 1943 flog das Kampfgeschwader 40 vom Flugplatz Bordeaux-Mérignac aus Seekampfeinsätze über dem Atlantik und dem Mittelmeer. Am 26. November 1943 versenkte eine He 177 mit einer funkferngesteuerten Gleitbombe Henschel HS 293 den britischen Truppentransporter Rohna (Lage) vor der algerischen Küste. Das Schiff sank innerhalb einer Stunde und mit ihm ungefähr 1138 Menschen, davon 1015 US-Soldaten. Acht der angreifenden Heinkel He 177 wurden abgeschossen. Die ersten Bombereinsätze wurden im Januar 1944 von der I./Kampfgeschwader 100 beim Unternehmen Steinbock geflogen. Die letzten Einsätze führte das Kampfgeschwader 1 an der Ostfront im Juli 1944 während der sowjetischen Operation Bagration gegen Panzerverbände der Roten Armee durch. Wegen Treibstoffmangel wurden keine weiteren Einsätze mehr geflogen und die verbliebenen Flugzeuge des KG 1 im August nach Mitteldeutschland zurückgeflogen und abgewrackt. Das Geschwader wurde anschließend aufgelöst.

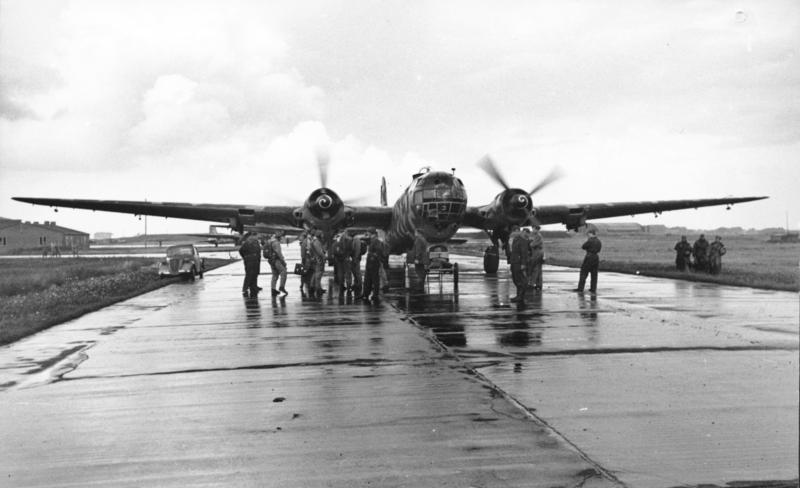
He 177 auf Rollbahn, 1944
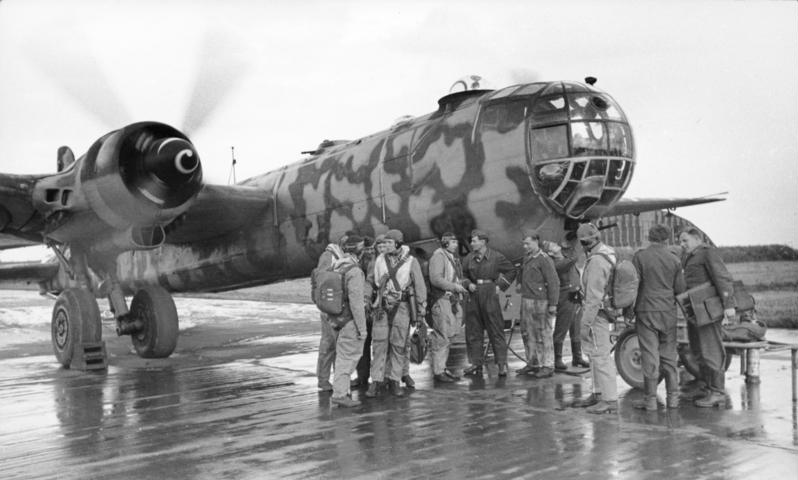
He 177 A-5 mit Tarnanstrich für Einsätze über See, KG 40 in Bordeaux-Merignac, Januar 1944
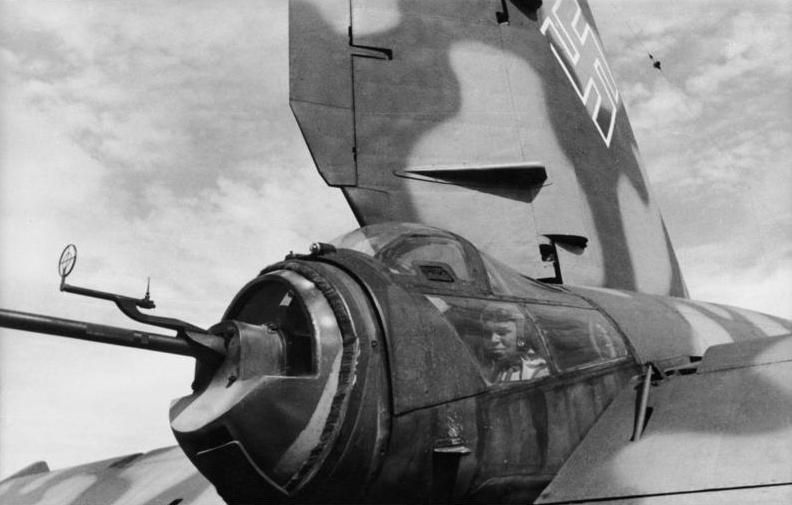
Maschinenkanone MG 151 als Heckbewaffnung
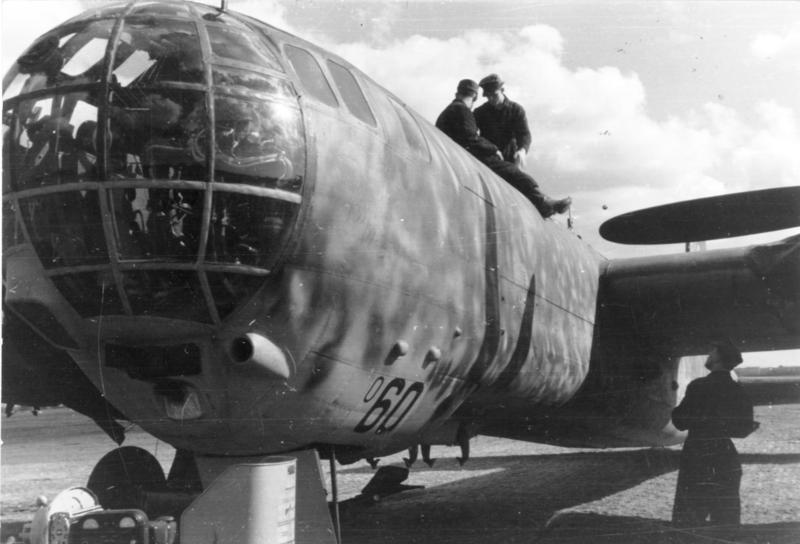
Bugkanzel
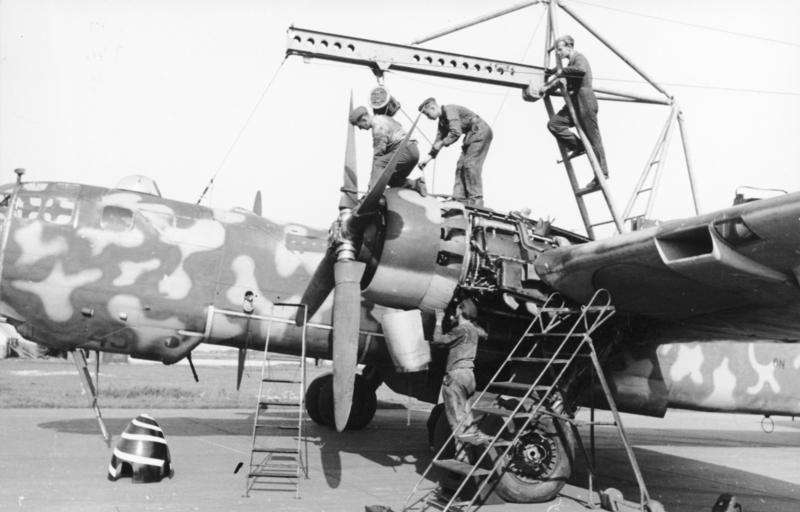
Wartung einer He 177
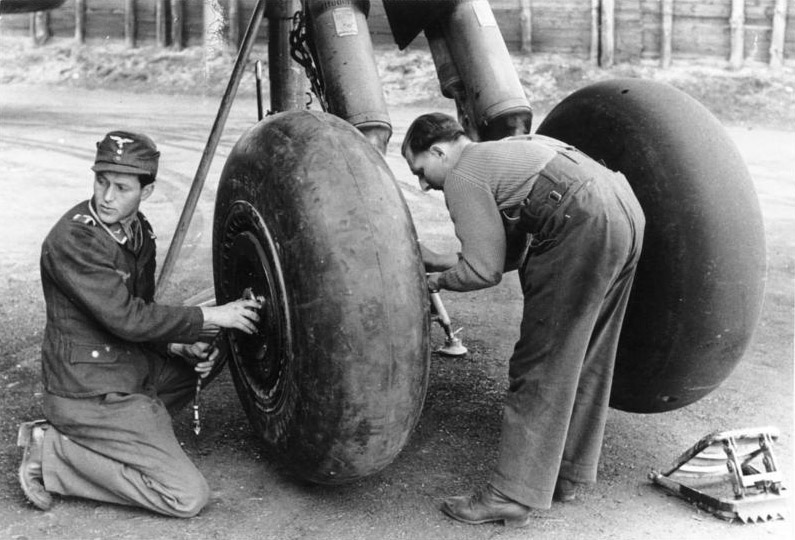
Fahrwerk einer He 177
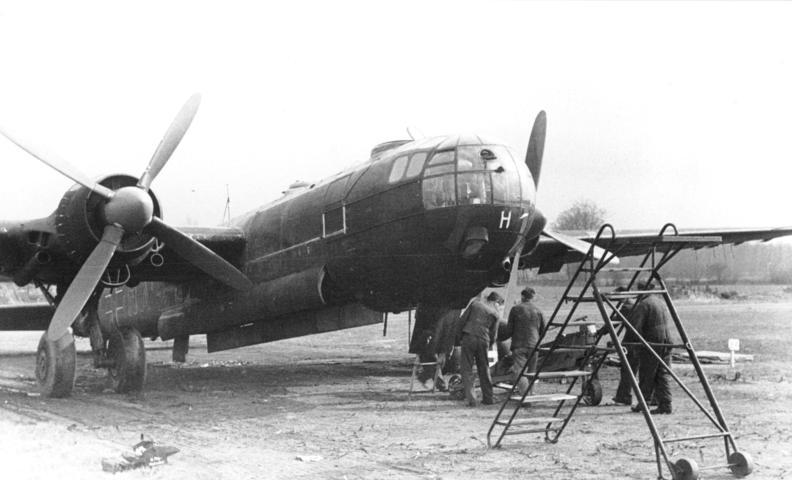
He 177 A-3

## Versionen

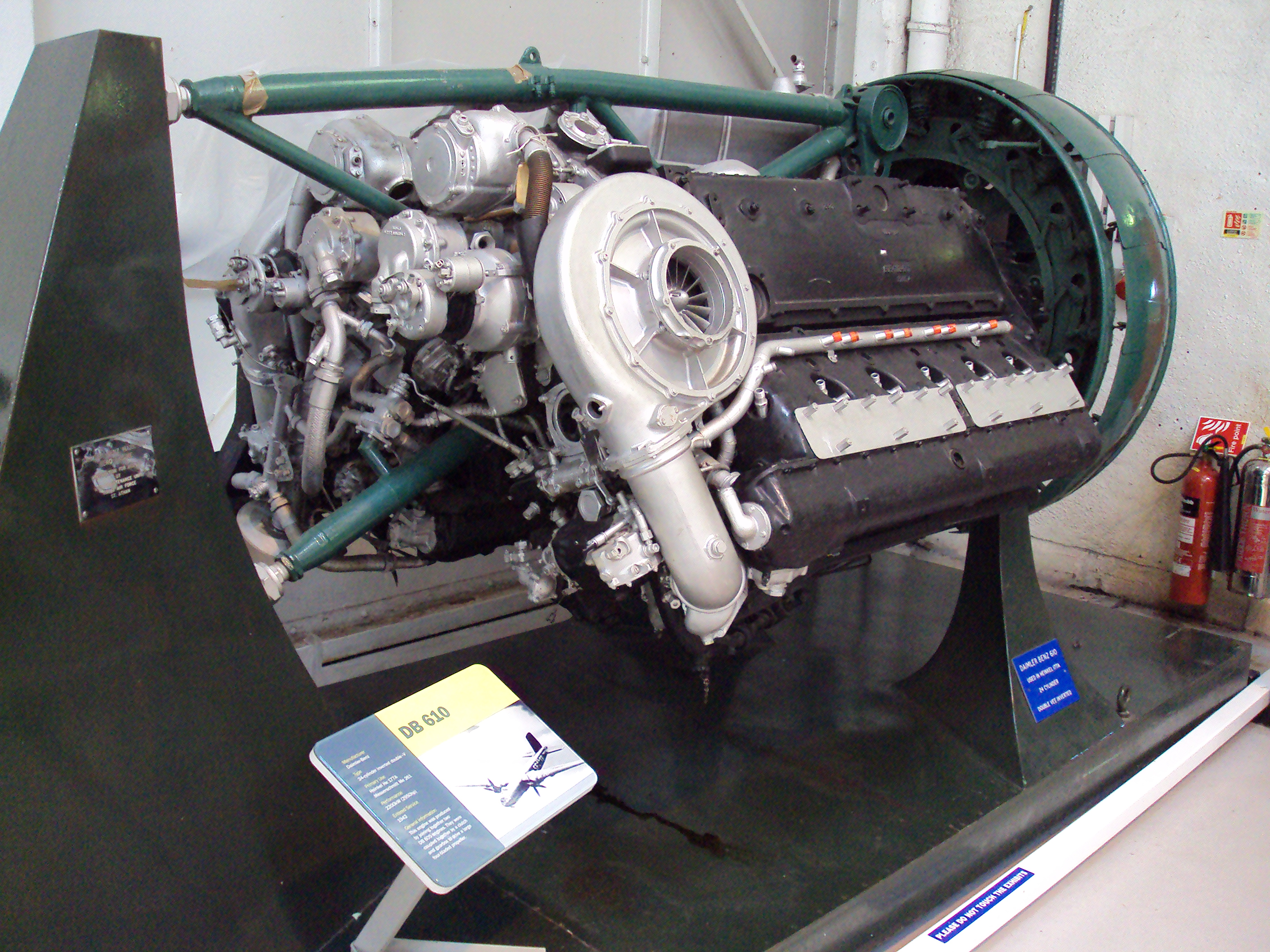
Doppelmotor DB 610

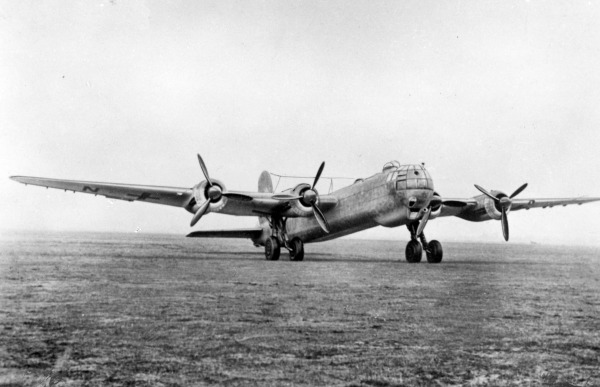
He 177 B

He 177 A-1 (Bomber)DB 606 A/B
He 177 A-1 (Zerstörer)Umbau von zwölf Flugzeugen durch EHF, zwei MK 101
He 177 A-1 Kehl III (Seekampfflugzeug)Umbau von 34 Flugzeugen durch EHF
He 177 A-3 (Bomber)Flugzeuge mit dem alten Bauzustand wurden beim Reparaturwerk Erfurt (REWE), Deutsche Lufthansa Travemünde und Minmetall auf den neuen Bauzustand umgebaut (mind. 65 Flugzeuge), DB 610 A/B
He 177 A-3 (Bomber)Neue Zelle, DB 610 A/B
He 177 A-3 Kehl III (Seekampfflugzeug)118 Serienflugzeuge
He 177 A-3 Kehl IV (Seekampfflugzeug)30 Serienflugzeuge
He 177 A-5 (Bomber)wie A-3, 6 Mann Besatzung, DB 610 A/B
He 177 A-5 Kehl IV (Seekampfflugzeug)280 Serienflugzeuge
He 177 A-7 (Bomber)Vorgeschlagene Variante mit geänderter Bugverglasung und einem HL-131V-Heckturm; nicht gebaut.
He 177 BErfolgreicher Umbau mit 4 Einzelmotoren
He 177 B-5Ging nicht mehr in die Produktion, sie hatte ein Doppelseitenleitwerk. Ursprünglich als He 177 A-10 bezeichnet
He 177 B-6Vorgeschlagene Variante ähnlich den fortgeschrittenen He 177B-5 Versionen, aber mit vier BMW-801- oder Jumo-213E-Motoren, einer Spannweite von 46,00 Metern und einer Flügelfläche von 170 m²; nicht gebaut.
He 177 B-7Wie He 177 A-7, aber mit 4 einzelnen DB-603-Motoren, ursprünglich als He 177 A-10 bezeichnet; nicht gebaut.
He 1791939 Vorgeschlagene Variante der Heinkel He 177 mit vier einzelnen Junkers Jumo-211-Motoren; nicht gebaut.
He 274Weiterentwicklung mit vier Einzeltriebwerken
He 277Weiterentwicklung mit vier Einzeltriebwerken
He 177 V38Modifiziert, um den Bombenschacht für die geplante Produktion Junkers Ju 287 zu testen
(Quelle:)

## Technische Daten

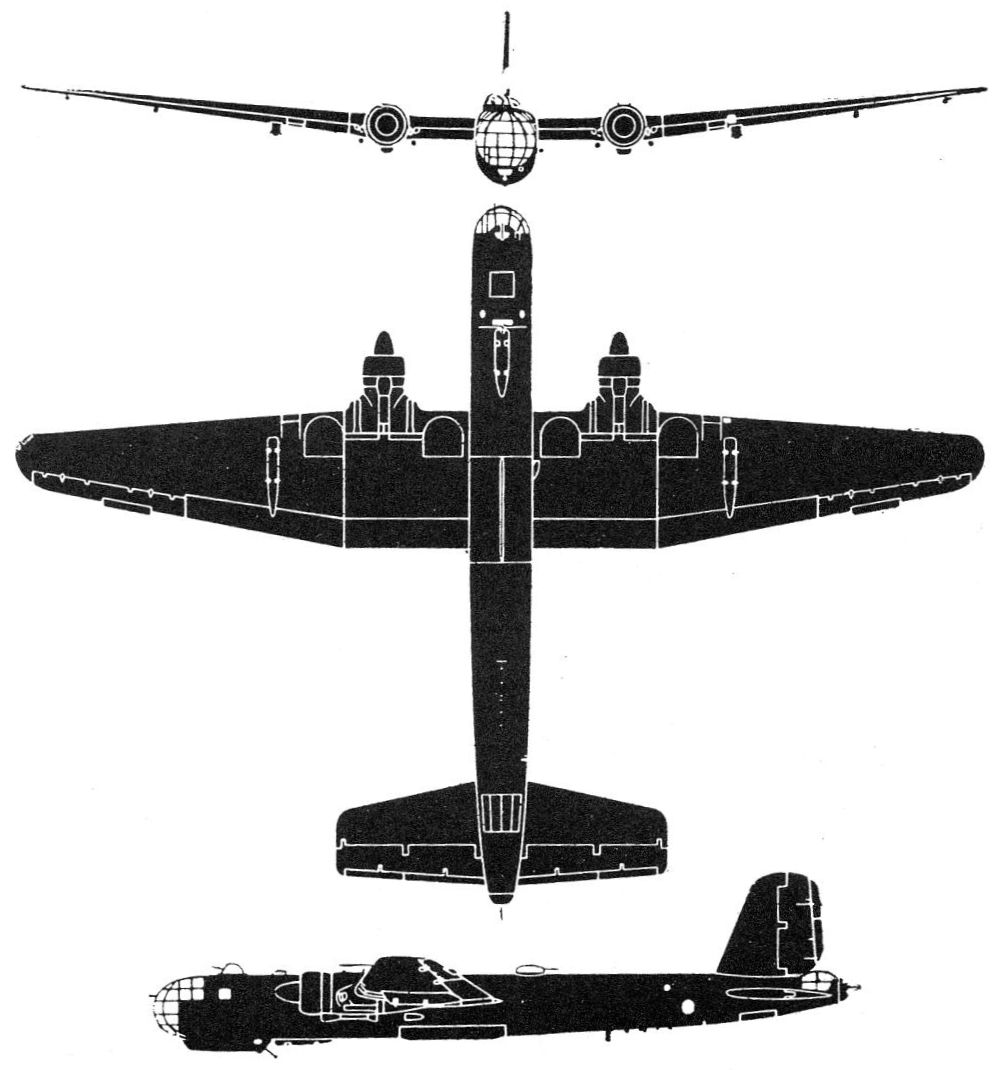
Dreiseitenriss der He 177 A-5

- Länge: 22,00 m
- Spannweite: 31,44 m
- Höhe: 6,93 m
- Leermasse: 16.800 kg
- max. Startmasse: 31.000 kg
- V-Max. bei 6100 m: 488 km/h
- max. Reichweite: 5500 km (mit zwei Hs 293A als Außenlast)
- Dienstgipfelhöhe: 8000 m
- Triebwerk: zwei, je zwei auf eine Propellerwelle wirkende gekoppelte DB-605-V12-Kolbenmotoren mit je 2950 PS Startleistung; DB 610 A (Backbord) Linksläufer, DB 610 B (Steuerbord) Rechtsläufer
- Bewaffnung:

3 × 7,92-mm-MG 81
3 × 13-mm-MG 131
2 × 20-mm-MG 151/20
- Bewaffnung (A-6)

1 × MG 131 in Bugkanzel
1 × MG 151/20 in Bugwanne
1 × MG 131 in Bugwanne nach hinten unten
2 × MG 131 in ferngelenkter Lafette am vorderen Rumpfrücken
4 × MG 131 in elektrohydraulischer, bemannter Lafette im Rumpfheck
1 × MG 131 in bemannter Lafette am hinteren Rumpfrücken
- Bombenschacht

bis zu 48 × SC-50-Bomben
oder 12 × SC-250-Bomben
oder 6 × SC-500-Bomben
oder 4 × SC-1700-Bomben
max. 7300 kg Bomben
- Außenlast

bis zu 2 × LMA-III-Luft-Seeminen
oder 2 × LT-50-Torpedos
oder 3 × Henschel Hs 293a
oder 3 × Gleitbomben Fritz X